# Krwawiący Kansas
Krwawiący Kansas (ang. Bleeding Kansas) – seria gwałtownych starć pomiędzy przeciwnikami niewolnictwa, zwanymi freesoilerami i jego zwolennikami, znanymi jako „łotry pogranicza” do jakich dochodziło na Terytorium Kansas i zachodnich obrzeżach stanu Missouri w latach 1854–1858. Do tych incydentów zaczęło dochodzić, gdy ważyły się losy Kansas, czy wstępując do Unii stanie się stanem wolnym, czy też niewolniczym. Termin „Bleeding Kansas” pochodzi z artykułu współczesnego wydarzeniom dziennikarza Horace’a Greeleya z gazety New York Tribune.
Wydarzenia „Bleeding Kansas” bezpośrednio poprzedzały wybuch wojny secesyjnej w Ameryce.

## Przyczyny
Ustawa o Kansas i Nebrasce z roku 1854 pozwoliła utworzyć Terytorium, ale jednocześnie dała powody do rozpoczęcia rywalizacji Północy i Południa, a wkrótce walki partyzanckiej obu stron. Akt ten unieważniał dokument zwany Kompromisem Missouri i zastępował go terminem „władza ludu”; zaproponowany został przez senatora Stephena Douglasa, przewodniczącego senackiej komisji ds. terytoriów. Termin ten odwoływał się do konstytucji, zgodnie z którą nie rząd, a społeczeństwo jest rzeczywistym władcą, a wyborcy decydują o wszystkim poprzez wybranych przez siebie przedstawicieli. Zamiarem Douglasa było przeforsowanie zasady, zgodnie z którą niewolnictwo – powszechne na Południu – mogłoby być wprowadzane na zachodzie i północy Stanów Zjednoczonych. Doktryna, zwana na Terytorium Kansas „nielegalnowładztwem”. zakładała, że sprawa zaprowadzenia niewolnictwa na terytoriach Kansas i Nebraska będzie oddana pod głosowanie mieszkańców. Początkowo w stanach niewolniczych uważano, że Terytorium Kansas jest położone zbyt daleko na północy, by chcieli się tam osiedlać właściciele niewolników. Jednak wschodnia część Kansas wzdłuż Missouri okazała się tak samo zdatna do uprawiania rolnictwa opartego na niewolnictwie, jak tzw. „black belt” w Missouri.
Osadnictwo i tworzenie władz lokalnych w Kansas stało się przyczyną walki politycznej wykraczającej daleko poza kwestię granic. Było po temu kilka przyczyn. Missouri, stan niewolniczy, jak żaden inny graniczył ze stanami wolnymi: Illinois na wschodzie i Iową na północy. Na większości obszaru Missouri nie było niewolników, a ich właściciele stanowili nieznaczny odsetek populacji stanu. Gdyby Kansas wszedł do Unii jako stan wolny, Missouri miałoby przeciwników z trzech stron, a tym samym ucieczki niewolników zdarzałyby się znacznie częściej. To właściciele niewolników w Missouri postrzegali jako rzeczywiste zagrożenie.
W Senacie każdy stan ma dwa fotele senatorskie. Delikatny balans istniał w tamtych czasach pomiędzy liczbą senatorów z wolnych i niewolniczych stanów, tak więc każdy nowy senator z jednej lub drugiej strony mógł zachwiać status quo.

## Zetknięcie Południa z Północą
Pierwsza zorganizowana fala osadników przybyła na Terytorium Kansas z sąsiedniego Missouri; z oczywistych przyczyn oznaczało to ekspansję niewolnictwa. Pierwsze osady powstały w Leavenworth i Atchison. W tym samym czasie kilka organizacji abolicjonistycznych z Północy – wśród których najbardziej znana była New England Emigrant Aid Company – zaczęły zbierać chętnych do osiedlenia się w Kansas i zagłosowania w przyszłym referendum przeciw niewolnictwu. Na skutek ich działania na Terytorium osiedliło się kilka tysięcy przybyszów z północy, którzy założyli osiedla Topeka, Manhattan i Lawrence. Kaznodzieja-abolicjonista Henry Ward Beecher zebrał fundusze na uzbrojenie osadników w karabiny Sharpsa, najlepszą broń strzelecką w tamtych czasach, która wkrótce zyskała miano „Biblii Beechera”. Do lata 1855 roku około 1200 uzbrojonych i gotowych do walki przybyszów z Nowej Anglii zamieszkało na Terytorium.
Wśród Południowców pojawiła się pogłoska, że 30 000 ludzi z Północy opanowało Kansas, nic więc dziwnego, że w listopadzie 1854 roku tysiące zbrojnych „łotrów pogranicza”, głównie z Missouri, przekroczyło granicę z zamiarem pokrzyżowania planów freesoilerów podczas wyboru jedynego delegata Terytorium do Kongresu. Mniej niż połowa głosów oddana została przez zarejestrowanych wyborców, a w jednym przypadku zaledwie 20 spośród 600 głosujących miało do tego prawo. Zwolennicy niewolnictwa wygrali wybory. Podczas gdy Kansas posiadało w danym momencie około 2900 zarejestrowanych wyborców, z których nie wszyscy głosowali, w wyborach brało udział ponad 8000 osób. Łotry pogranicza powtórzyły bezkarnie swą akcję 30 marca 1855 roku, podczas wyborów pierwszej legislatury terytorialnej, przeforsowując elekcję zwolenników niewolnictwa. Legislatura ta zebrała się 2 lipca 1855 roku w Pawnee, ale już po tygodniu przeniosła się do Shawnee Mission na granicy Missouri, gdzie natychmiast przystąpiono do prac legislacyjnych aprobujących niewolnictwo na Terytorium Kansas. To spowodowało wybuch otwartego konfliktu.

## Otwarty konflikt
W sierpniu 1855 grupa freesoilerów postanowiła doprowadzić do odrzucenia proniewolniczych ustaw przeforsowanych przez legislaturę terytorialną. Spotkanie zaowocowało spisaniem tzw. „Topeka Constitution” i utworzeniem gabinetu cieni. Jednakże inny odłam tego samego ruchu podszedł do sprawy bardziej zdecydowanie. W październiku słynny abolicjonista John Brown przybył do Kansas, by zwalczać niewolnictwo siłą. W listopadzie rozpoczęła się prawie bezkrwawa „wojna nad Wakarusą”. W swym liście do Kongresu z 24 stycznia 1856 roku prezydent Franklin Pierce oznajmił, że gabinet cieni z Topeka to „rewolta” przeciw prawnie uznanym przywódcom.

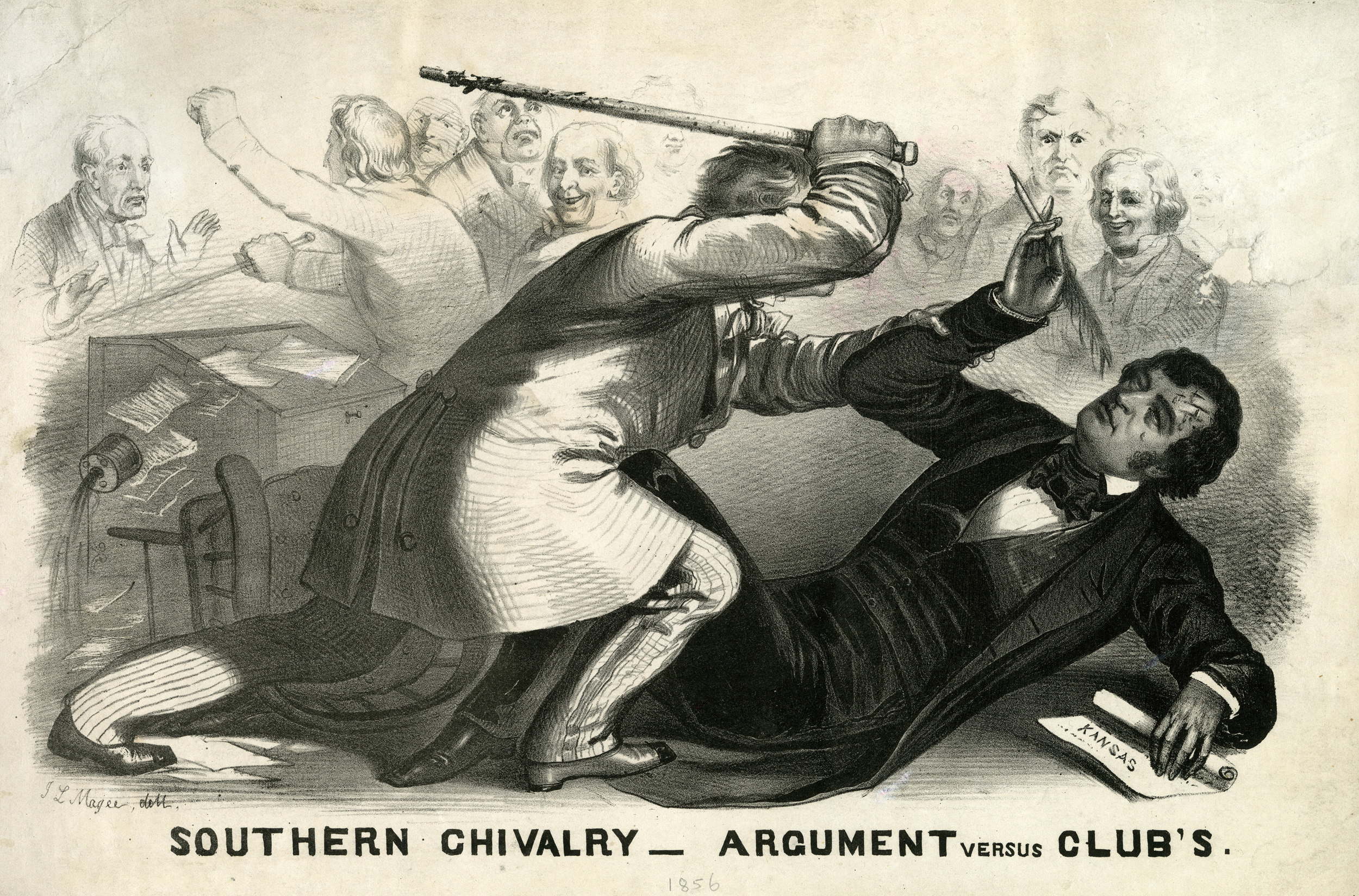
Preston Brooks atakuje Charlesa Sumnera w Senacie

21 maja 1856 roku spore ugrupowanie łotrów pogranicza napadło ponownie na siedzibę freesoilerów w Lawrence, gdzie zburzyli budynek Free State Hotel, zniszczyli dwie maszyny drukarskie i złupili domy mieszkańców. Następnego dnia kongresmen Preston Brooks z Karoliny Południowej zaatakował brutalnie senatora Charlesa Sumnera z Massachusetts na sali posiedzeń Senatu, co miało być odpowiedzią na mowę Sumnera krytykującego Południowców za falę przemocy w Kansas. Sumner został pobity tak dotkliwie, że nie wrócił do swego biura w Senacie przed upływem trzech lat. Te działania Południowców skłoniły Johna Browna do kolejnego wtargnięcia na Terytorium Kansas i zaatakowania proniewolniczego osiedla nad Potokiem Pottawatomie. Grupa, w której było trzech synów Browna, wyciągnęła pięciu zwolenników niewolnictwa z domów i zamordowała przy użyciu noży i tasaków. Kilka dni później – 3 czerwca – Brown schwytał przyszłego konfederackiego pułkownika Henry’ego C. Pate’a wraz z 22 innymi zwolennikami niewolnictwa w starciu znanym jako bitwa pod Black Jack.
W roku 1856 oficjalna stolica Terytorium została przeniesiona do Lecompton, miasta odległego o zaledwie 19 km od Lawrence. W kwietniu 3-osobowa komisja śledcza Kongresu przybyła do Lecompton, by bliżej przyjrzeć się konfliktowi. Zgodnie z jej raportem wybory zostały zafałszowane przez łotrów pogranicza. Tymczasem prezydent zlekceważył ów raport i uznał, że proniewolnicza legislatura jest pełnoprawnym rządem w Kansas. Idąc za ciosem, 4 lipca 1856 Pierce wysłał wojsko do Topeki z zadaniem rozpędzenia zaplanowanego zebrania gabinetu cieni, ostatecznie jednak, w maju 1858 roku Kongres przyjął ustawę uznającą Kansas za stan wolny.
W sierpniu armia zwolenników niewolnictwa z Południa ruszyła na Kansas. Jednocześnie Brown wraz z grupą zwolenników starł się z oddziałem 400 zwolenników niewolnictwa w tzw. „bitwie pod Osawatomie”. Walki trwały przez następne dwa miesiące dopóki Brown nie opuścił Kansas, a nowy terytorialny gubernator, John W. Geary, wezwał obie strony do zawarcia pokoju. Pokój – trudny dla obu stron – był nieustannie łamany przez dwa kolejne lata. Ostatnim większym starciem była masakra w Marais des Cygnes w roku 1858, kiedy to łotry pogranicza zabiły pięciu freesoilerów.
W sumie około 56 osób zginęło w okresie znanym jako „Bleeding Kansas” nim walki całkowicie ustały w roku 1859. Jednakże po wybuchu wojny secesyjnej w roku 1861, na granicy pomiędzy Kansas i Missouri rozpoczęła się zaciekła wojna partyzancka.

## Wojna konstytucyjna
Niejako na uboczu walki partyzanckiej trwała walka o konstytucję, jaka miałaby być właściwą dla stanu Kansas. Powstało kilka projektów ustaw zasadniczych, jak np. konstytucja z Topeka z roku 1855, na podstawie której powstał wzmiankowany „gabinet cieni”.
W roku 1857 zebrała się konstytuanta przyszłego stanu Kansas, która była autorem tzw. „konstytucji z Lecompton”, dokumentu zdecydowanie proniewolniczego. Abolicjoniści zbojkotowali głosowanie nad ratyfikacją ustawy, która odmawiała im prawa do występowania przeciwko niewolnictwu. „Lecompton Constitution” została zaakceptowana przez prezydenta Jamesa Buchanana, który nawoływał do jej przyjęcia. Kongres odpowiedział odmownie i nakazał następne wybory. Te z kolei zostały zbojkotowane przez zwolenników niewolnictwa, co pozwoliło jego przeciwnikom wygrać i ogłosić nieważność dokumentu. W rezultacie „Lecompton Constitution” została obalona na podstawie niemożności stwierdzenia, czy była zgodna z wolą większości wyborców.
W połowie roku 1859 uchwalona została kolejna ustawa, tzw. „Wyandotte Constitution”; ten dokument reprezentował punkt widzenia abolicjonistów. Została przyjęta przez wyborców stosunkiem głosów 2:1 i Kansas został przyjęty do Unii jako stan wolny 29 stycznia 1861 roku.